# 2329 Orthos

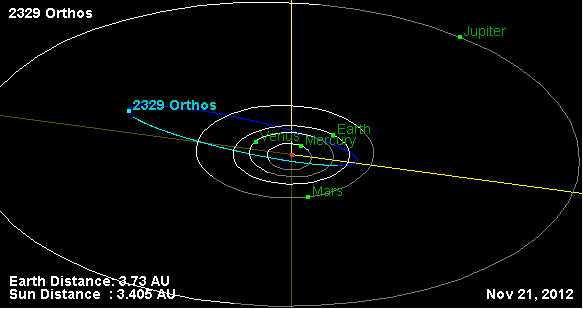
Orbita dell'asteroide 2329 Orthos

2329 Orthos è un asteroide near-Earth. Scoperto nel 1976, presenta un'orbita caratterizzata da un semiasse maggiore pari a 2,4097534 au e da un'eccentricità di 0,6537649, inclinata di 24,45902° rispetto all'eclittica.